# Cuminum
Кумін, або Комун (Cuminum) — невеликий рід рослин родини окружкові (Apiaceae).
Представники роду зустрічаються в Середній Азії, Судані, на півдні Середземномор'я.